# 托马斯·布尔达里奇
托马斯·布尔达里奇（1975年1月23日—），德国前男子足球运动员，场上位置是前锋。他曾代表德国参加2005年国际足联联合会杯，获得季军。他也曾参加2004年欧洲足球锦标赛。